# Geophagus

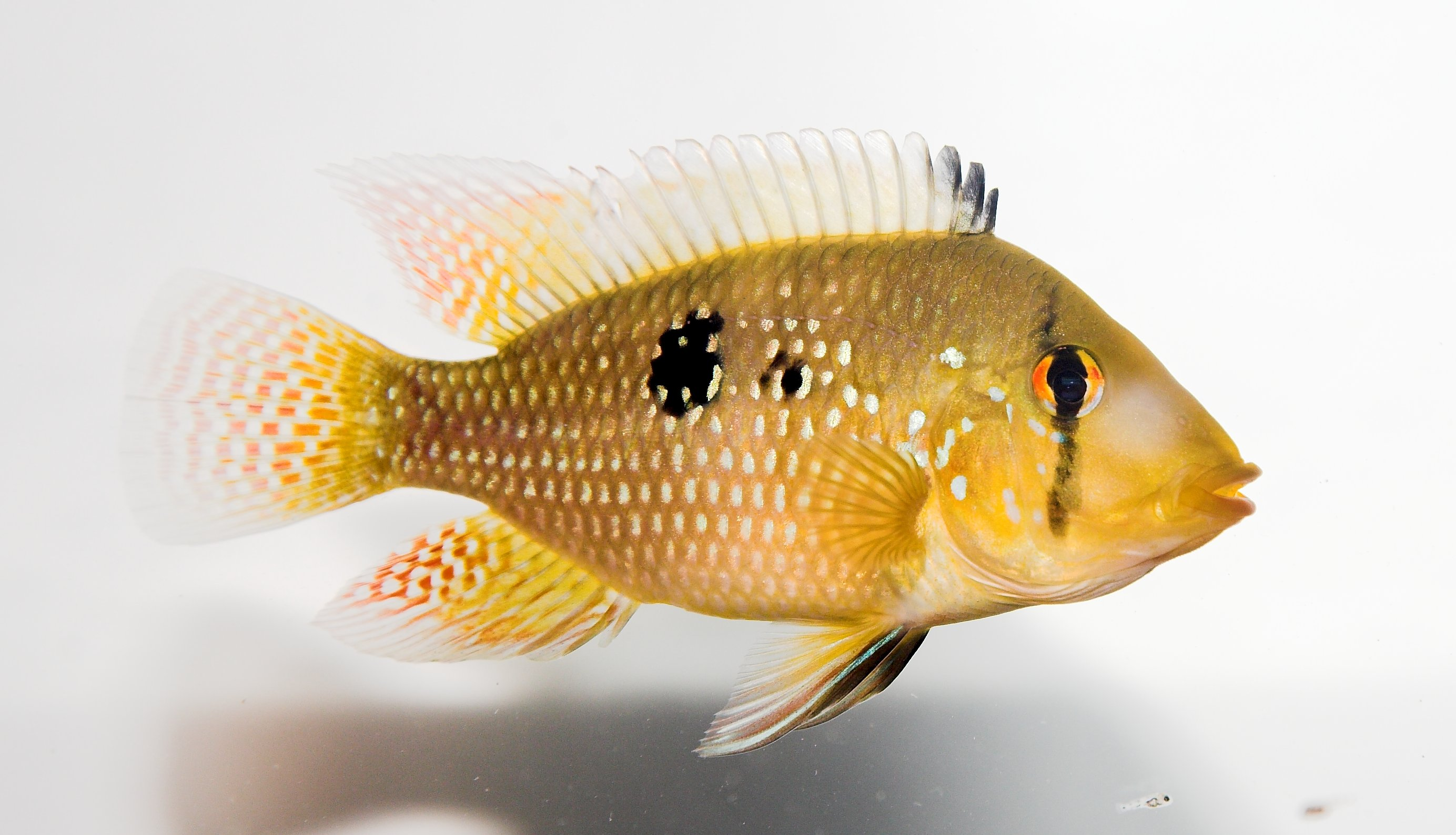
Hím Geophagus brasiliensis

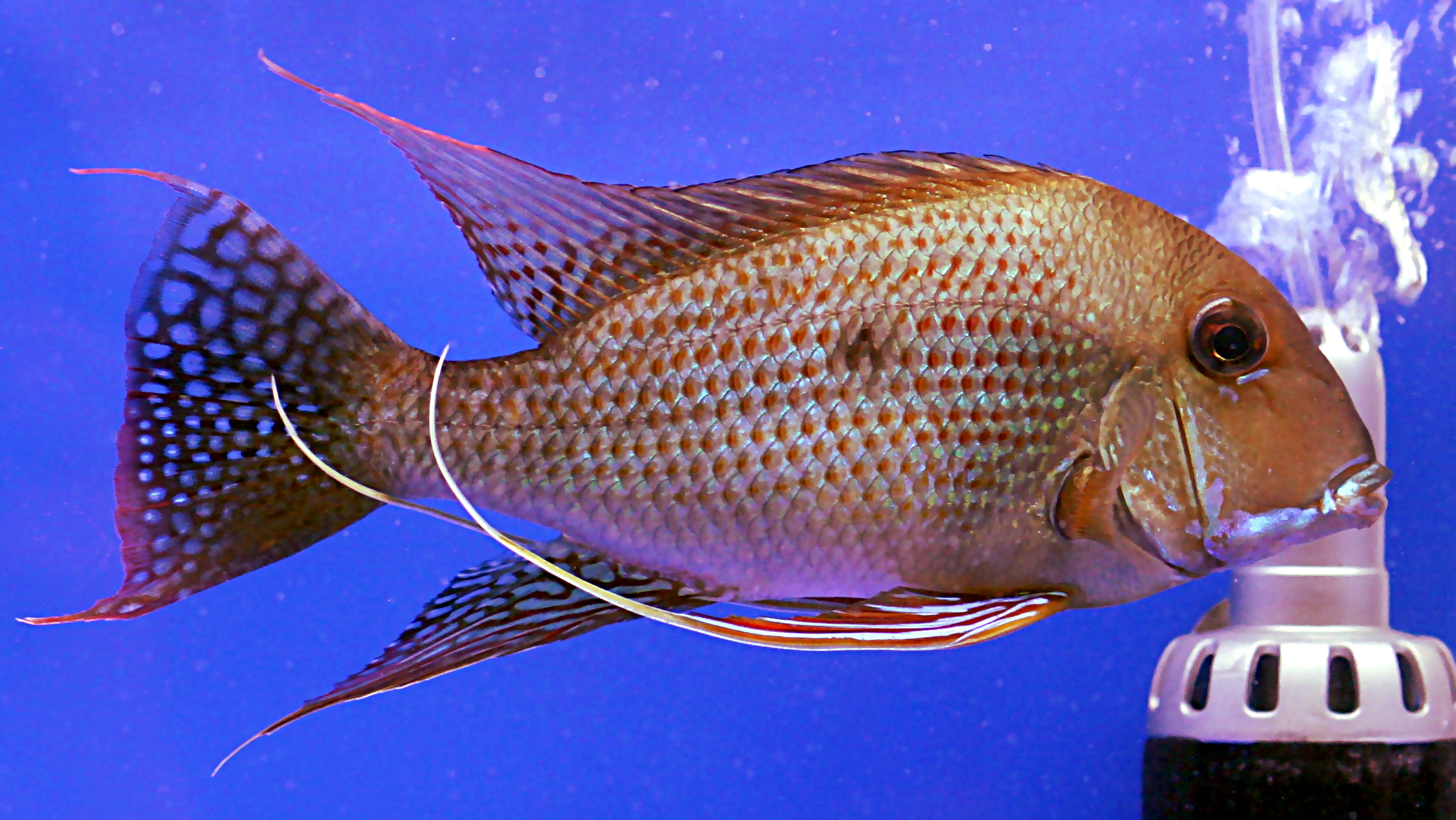
Geophagus surinamensis

A Geophagus a sugarasúszójú halak (Actinopterygii) osztályának sügéralakúak (Perciformes) rendjébe, ezen belül a bölcsőszájúhal-félék (Cichlidae) családjába tartozó nem.

## Tudnivalók
A Geophagus-fajok többsége Dél-Amerikában fordul elő; elterjedésüknek a déli határát Uruguay képezi. Északon, azaz Panamában, csak egy fajuk, a Geophagus crassilabris található meg.
Manapság ez a halnem polifiletikus csoportot alkot, vagyis olyan taxonómiai vagy az élőlények egyes hasonló jellemvonásain alapuló csoportot, amely több ősre vezethető vissza, tagjainak hasonló tulajdonságai egymástól teljesen függetlenül jöttek létre – párhuzamos evolúció vagy konvergens evolúció során. Emiatt a fajlista a jövőben át lesz rendezve. Korábban egyes Gymnogeophagus- vagy Satanoperca-fajok is ebbe a halnembe voltak besorolva. Szűkebb értelemben (sensu stricto), a Geophagus-fajok közé azok a Geophaginae-halak tartoznak, melyek békés természetűek és hosszú úszónyúlvánnyal rendelkeznek, mint például a típusfaj, a Geophagus altifrons. Bővebb értelemben (sensu lato), ebbe a nembe, a Geophagus brasiliensis fajkomplexum agresszívabb fajai is idetartoznak.

## Rendszerezés
A nembe az alábbi 28 faj tartozik:
- Geophagus abalios López-Fernández & Taphorn, 2004
- Geophagus altifrons Heckel, 1840 - típusfaj
- Geophagus argyrostictus Kullander, 1991
- Geophagus brachybranchus Kullander & Nijssen, 1989
- Geophagus brasiliensis (Quoy & Gaimard, 1824)
- Geophagus brokopondo Kullander & Nijssen, 1989
- Geophagus camopiensis Pellegrin, 1903
- Geophagus crassilabris Steindachner, 1876
- Geophagus crocatus Hauser & López-Fernández, 2013[1]
- Geophagus diamantinensis Mattos, W. J. E. M. Costa & A. C. A. Santos, 2015[2]
- Geophagus dicrozoster López-Fernández & Taphorn, 2004
- Geophagus gottwaldi Schindler & Staeck, 2006[3]
- Geophagus grammepareius Kullander & Taphorn, 1992
- Geophagus harreri Gosse, 1976
- Geophagus iporangensis Haseman, 1911
- Geophagus itapicuruensis Haseman, 1911
- Geophagus megasema Heckel, 1840
- Geophagus mirabilis Deprá, S. O. Kullander, Pavanelli & da Graça, 2014[4]
- Geophagus neambi Lucinda, Lucena & Assis, 2010
- Geophagus obscurus (Castelnau, 1855)
- Geophagus parnaibae Staeck & Schindler, 2006[5]
- Geophagus pellegrini Regan, 1912
- Geophagus proximus (Castelnau, 1855)
- Geophagus steindachneri Eigenmann & Hildebrand, 1922
- Geophagus surinamensis (Bloch, 1791)
- Geophagus sveni Lucinda, Lucena & Assis, 2010
- Geophagus taeniopareius Kullander & Royero, 1992
- Geophagus winemilleri López-Fernández & Taphorn, 2004

### Fordítás
- Ez a szócikk részben vagy egészben  a   Geophagus című angol Wikipédia-szócikk ezen változatának fordításán alapul.  Az eredeti cikk szerkesztőit annak laptörténete sorolja fel. Ez a jelzés csupán a megfogalmazás eredetét és a szerzői jogokat jelzi, nem szolgál a cikkben szereplő információk forrásmegjelöléseként.